# Шкала Гамільтона
Шкала́ Га́мільтона для оці́нки депре́сії, також шкала́ депре́сії Га́мільтона (англ. Hamilton Rating Scale for Depression; HDRS) — клінічний посібник, розроблений в 1960 році Максом Гамільтоном (університет Лідса, Велика Британія), для кількісної оцінки стану хворих депресивними розладами до, під час і після лікування (спостереження клінічної динаміки). Крім клінічної практики, шкалу також використовують у клінічних випробуваннях, у яких вона є стандартом визначення ефективності медикаментів у лікуванні депресивних розладів. Заповнюється лікарем-клініцистом, що має досвід оцінки психічного здоров'я.

## Методика застосування
Шкала Гамільтона, що складається з 21 пункту, заповнюється при проведенні клінічного інтерв'ю (котре займає приблизно 20-25 хвилин). При заповненні шкали Гамільтона може застосовуватися спеціально розроблене для неї структуроване клінічне інтерв'ю. Пункти шкали повинні відображати стан пацієнта(-ки) протягом останніх днів або попереднього тижня. За допомогою повторного та послідовного використання шкали можна документувати результати лікування (медикаментозного або психотерапевтичного).

## Підрахунок балів та оцінка результатів
Сумарний бал визначається за першими 17 пунктами (9 з яких оцінюються за балами від 0 до 4, а 8 — від 0 до 2). Чотири останні пункти шкали Гамільтона (з 18-го по 21-й) використовуються для оцінки додаткових симптомів депресії та визначення підтипів депресивного розладу. Бали за даними 4 пунктами не використовуються при визначенні ступеня вираженості депресії, і ці бали не враховуються при підрахунку сумарного бала шкали Гамільтона, який визначає тяжкість депресивного розладу.

## Оцінка сумарного балу
Сумарний бал перших 17 пунктів:
- 0-7 — норма
- 8-13 — легкий депресивний розлад
- 14-18 — депресивний розлад середнього ступеня тяжкості
- 19-22 — депресивний розлад тяжкого ступеня
- більше 23 — депресивний розлад вкрай тяжкого ступеня

## Тест
1. Знижений настрій (переживання печалі, безнадійності, власної безпорадності та малоцінності)
- 4 Хворий висловлює ці почуття як у спонтанних висловлюваннях, так і невербально.
- 3 Афективні переживання визначаються за невербальними ознаками (міміка, поза, невербальні характеристики голосу, плач чи готовність до плачу).
- 2 Спонтанно повідомляє про свої переживання вербальним чином (розповідає про них).
- 1 Повідомляє про свої переживання лише під час розпитування.
- 0 Немає.

2. Почуття провини
- 4 Вербальні галюцинації обвинувачувального та засуджувального характеру та / або зорові галюцинації загрозливого характеру.
- 3 Цей хворобливий стан розцінює як покарання; присутнє маячення ідеї винності.
- 2 Почуття та ідеї власної провини або болісні роздуми про минулі помилки (гріхи), думки про покарання за ці вчинки.
- 1 Ідеї самоприниження, самодокори; вважає, що підвів інших; відчуває, що причиною страждання інших людей.
- 0 Немає.

3. Суїцидальні тенденції
- 4 Спроба самогубства (будь-яка серйозна суїцидальна спроба оцінюється в 4 бали).
- 3 Суїцидальні висловлювання (думки) чи жести.
- 2 Бажання смерті або будь-які думки про можливість власної смерті (ідеї про небажання жити).
- 1 Почуття, що жити не варто; висловлює думки про безглуздість чи малоцінність життя.
- 0 Відсутні

4. Раннє безсоння (труднощі при засинанні)
- 2 Щоденні скарги на труднощі під час засинання.
- 1 Скарги на епізодичні труднощі під час засипання; щоб заснути, потрібно понад півгодини.
- 0 Немає.

5. Середнє безсоння
- 2 Багаторазові пробудження протягом всієї ночі (будь-який підйом з ліжка вночі, за винятком відвідування туалету, оцінюється в 2 бали).
- 1 Скаржиться на неспокійний сон (збудження та занепокоєння) протягом усієї ночі.
- 0 Немає.

6. Пізнє безсоння (ранні пробудження)
- 2 При пробудженні заснути повторно не вдається (остатнє раннє пробудження).
- 1 Прокидається рано, але знову засинає.
- 0 Немає.

7. Працездатність та активність (робота та діяльність)
- 4 Відмова від роботи. Непрацездатний через справжнє захворювання. У період перебування в стаціонарі пункт оцінюється в 4 бали, якщо хворий ніякої активності, крім звичайних дій з обслуговування себе, не виявляє або зазнає труднощів навіть у цьому (не справляється з рутинною побутовою діяльністю без сторонньої допомоги).
- 3 Істотне зниження активності та продуктивності. Зменшення реального часу прояву активності або зниження продуктивності. У стаціонарі пункт оцінюється в 3 бали, якщо хворий зайнятий будь-якою діяльністю (допомогою медичному персоналу, хобі тощо), Окрім звичайних дій з обслуговування себе, не менше 3 годин на день.
- 2 Втрата інтересу до діяльності. Втрата інтересу до професійної діяльності, роботи та розваг, що визначається прямо за скаргами хворого або побічно за ступенем байдужості до оточення, нерішучості і коливань (відчуття, що він повинен змушувати себе працювати або займатися чимось; почуття потреби в додатковому зусиллі проявити активність).
- 1 Думки та відчуття неспроможності, почуття втоми та слабкості, пов'язане з діяльністю (роботою чи хобі).
- 0 Проблем не відчуває

8. Загальмованість (уповільненість мислення та мови, порушення здатності концентрувати увагу, зниження рухової активності)
- 4 Повний ступор
- 3 Виражені труднощі під час проведення опитування
- 2 Помітна (явна) загальмованість у розмові.
- 1 Легка (незначна) загальмованість у розмові.
- 0 Темп мислення та мови без змін

9. Ажитація (збудження)
- 4 Постійно перебирає руками, заламує руки, кусає нігті, губи, рве волосся.
- 3 Рухливість та непосидючість
- 2 Стурбовані рухи руками, смикання волосся («гра руками, волоссям») тощо.
- 1 Занепокоєння.
- 0 Немає.

10. Тривога психічна
- 4 Спонтанно викладає свої тривожні побоювання. Страх, що виражається без розпитування.
- 3 Тривога, що відображається у виразі обличчя та мови.
- 2 Занепокоєння щодо незначних приводів.
- 1 Суб'єктивна напруга та дратівливість.
- 0 Немає.

11. Тривога соматична (фізіологічні ознаки тривоги: гастроінтестинальні — сухість у роті, болі в шлунку, метеоризм, діарея, диспепсія, спазми, відрижка; серцево-судинні — серцебиття, головні болі; дихальні — гіпервентиляція, затримка; підвищене потовиділення)
- 4 Дуже важка, аж до функціональної недостатності (украй сильна).
- 3 Важка (сильна)
- 2 Середня
- 1 Слабка
- 0 Відсутня

12. Шлунково-кишкові соматичні порушення (симптоми)
- 2 Споживання їжі тільки з наполегливим примусом. Потребує призначення проносних та інших лікарських засобів, що сприяють нормальному травленню.
- 1 Втрата апетиту. Нарікає на відсутність апетиту, але їсть самостійно без примусу; відчуває відчуття тяжкості у шлунку (животі).
- 0 Немає.

13. Загальномоматичні симптоми
- 2 Виразна вираженість будь-якого соматичного симптому оцінюється у 2 бали.
- 1 Відчуття тяжкості у кінцівках чи спині; біль у спині чи голові; м'язові болі. Відчуття втоми, занепаду сил чи втрати енергії.
- 0 Немає.

14. Розлад сексуальної сфери (генітальні симптоми) (втрата лібідо, менструальні порушення)
- 2 Виразна вираженість зниження сексуального потягу або менструальних порушень.
- 1 Легкий рівень зниження сексуального потягу. Слабка виразність порушень.
- 0 Відсутні

15. Іпохондричні розлади (іпохондрія)
- 4 Маячні іпохондричні ідеї (іпохондричний марення).
- 3 Часті скарги, прохання про допомогу.
- 2 Особливе (надмірне) занепокоєння своїм здоров'ям.
- 1 Підвищений інтерес до власного тіла (поглиненість собою — власним тілом).
- 0 Немає.

16. Втрата ваги (оцінюється або пункт А, або Б)
16 А. Оцінка проводиться за анамнестичними даними
- 3 Значна втрата у вазі, яка не оцінюється.
- 2 Явна (за словами пацієнта) втрата у вазі. Втрата становила 3 чи більше кг.
- 1 Ймовірна втрата у вазі у зв'язку зі справжнім захворюванням. Втрата ваги становила від 1 до 2,5 кг.
- 0 Втрати ваги не спостерігалося.

16 Б. Оцінка проводиться щотижня відповідно до показів зважувань
- 3 Не оцінюється.
- 2 Втрата ваги становить понад 1 кг на тиждень.
- 1 Втрата ваги становить понад 0,5 кг на тиждень.
- 0 Втрата ваги становить менше 0,5 кг на тиждень.

17. Ставлення до свого захворювання (критичність ставлення до хвороби)
- 2 Повна відсутність усвідомлення хвороби. Хворим себе не вважає.
- 1 Усвідомлення хворобливості стану; визнає, що хворий, але пов'язує причини захворювання з їжею, кліматом, навантаженнями на роботі, вірусною інфекцією, потребою у відпочинку тощо.
- 0 Вважає себе хворим на депресію. Усвідомлення, що хворий на депресію або якесь захворювання.

18. Добові коливання стану
18 А. Уточніть, коли спостерігаються погіршення стану — вранці чи ввечері
- 2 Погіршення увечері.
- 1 Погіршення вранці.
- 0 Стан не змінюється (відсутність добових коливань)

18 Б. Якщо добові коливання стану є, оцініть їх виразність
- 2 Виражені.
- 1 Слабкі.
- 0 Стан не змінюється (добові коливання відсутні).

19. Деперсоналізація та дереалізація (наприклад, почуття нереальності світу, нігілістичні ідеї)
- 4 Повністю охоплюють свідомість хворого (нестерпна).
- 3 Сильно виражені.
- 2 Помірно виражені.
- 1 Слабо виражені.
- 0 Немає.

20. Маячні розлади (параноїдні симптоми)
- 3 Маячні ідеї відносини та переслідування.
- 2 Маячення стосунку.
- 1 Підозрілість.
- 0 Немає.

21. Обсесивні та компульсивні розлади
- 2 Сильно виражені (важкі).
- 1 Слабо виражені (легкі).
- 0 Немає.

## Дослідження дії антидепресантів
Шкала Гамільтона — найпоширеніший інструмент оцінки ефективності антидепресантів у клінічних випробуваннях. Згідно з критеріями National Institute for Clinical Excellence (NICE), ефект антидепресанту в порівнянні з плацебо є клінічно значущим, якщо різниця між ефектом антидепресанту та плацебо становить за шкалою Гамільтона 3 пункти або більше.